# Ван Гог (фильм, 1948)
«Ван Гог» (фр. Van Gogh) — чёрно-белый документальный короткометражный фильм 1948 года французского режиссёра Алена Рене, посвящённый творчеству художника Винсента Ван Гога. Первая картина в фильмографии режиссёра.
Иллюстрированную картинами и рисунками Ван Гога, эту ленту Рене относят к одному из первых представителей «фильмов об искусстве». В 1950 году картина получила премию Американской киноакадемии («Оскар») за лучший короткометражный фильм, снятый на 2 бобины.

## Художественные особенности
По словам Алена Рене для него этот короткометражный фильм являлся экспериментом в области синтеза драматургии и кинематографа. Фильм изначально «не является искусствоведческим исследованием, и ещё меньше — научной биографией», где авторы намеренно отказались от исторической точности в пользу легенды о Ван Гоге, часто подменяя биографию историей его творчества: 
Речь шла, собственно, о том, чтобы выяснить, могут ли нарисованные деревья, нарисованные люди, нарисованные дома при помощи монтажа сыграть в рассказе роли реальных предметов, и если да, то можно ли провести зрителя, почти незаметно для него, не столько по миру, запечатлённому на плёнке, сколько по внутреннему миру художника.
При этом при создании картины члены съёмочной группы старались избежать произвольной драматизации творчества художника: «Мы добивались, чтобы камера и плёнка прежде всего передавали чувства, вызываемые живописью». По словам режиссёра выбор чёрно-белой плёнки был обусловлен не возможными техническими препятствиями, а тем что с её помощью «лучше выявится трагический характер живописи Ван Гога».
Андре Базен защищая картину от нападок некоторых критиков и искусствоведов в неоправданной вульгаризации живописи писал по поводу этого фильма в 1951 году:
В этой ленте режиссёр рассматривает всё творчество художника как единое огромное полотно, в пределах которого камера движется столь же свободно, как при съёмках любого документального фильма. Прямо с „улицы Арле“ мы „проникаем“ через окно „внутрь“ дома Ван Гога и приближаемся к кровати с красной периной. Точно так же Рене позволяет себе вставить „встречный план“ старой голландской крестьянки, которая входит в дом.— Андре Базен. «Живопись и кино».
Историк кино Джей Лейда отнёс первые фильмы Алена Рене к категории искусствоведческих фильмов: «Этот жанр родственен монтажному тем, что почти весь его материал оформлен ещё до того, как к нему приблизился кинорежиссёр». По мнению американского киноведа эти фильмы «не просто документации, а разговор со зрителем — художнику было что ему сказать».
Юткевич С. И. в главе посвящённой творчеству Алена Рене своей книги «Поэтика режиссуры: Театр и кино» отмечая, что обращение Алена Рене к столь интересной личности и художнику как Ван Гог было закономерным писал, что режиссёр «начал свой кинематографический путь короткометражным фильмом „Ван Гог“, который не был посвящён пересказу биографии художника, а умело вводил в мир его образов, в поэтику его яростного творчества».

## Признание
- Золотая медаль за лучший фильм изобразительного искусства 9-го Венецианского международного кинофестиваля.
- Премия «Оскар» (1950) за лучший короткометражный фильм, снятый на 2 бобины (продюсеры: Гастон Дил и Робер Эссенс)[2].